# Муракка
Мура́кка (альбом-муракка; араб. مرقّع‎) — собрание миниатюр и каллиграфии в форме альбома в странах ислама.
Первоначальное значение слова «муракка» — одежда, сшитая из разноцветных лоскутов, которую носили мистики-суфии. Позднее так стали называть альбомы, составленные из разных миниатюр и образцов каллиграфии. Составление и оформление альбомов-муракка как разновидность искусства возникло в Персии в XVI веке. В XVII—XVIII веках эта мода распространилась на Могольскую и Османскую империи. В альбом собирались лучшие образцы каллиграфии и живописи, которыми его обладатель наслаждался в часы досуга. По сути это была небольшая галерея живописи и каллиграфии, которую владелец мог изменять по своему усмотрению. Альбомы, попадавшие от старого владельца к новому, могли частично менять состав рисунков и миниатюр в зависимости от предпочтений нового обладателя. Составление таких альбомов считалось искусством, которым занимались многие лучшие персидские художники.
Судя по опубликованным материалам, в XVII—XIX веках был наиболее распространен тип альбома, в котором произведения изобразительного искусства и образцы каллиграфии чередовались на разворотах. На одну сторону картонного листа наклеивалась миниатюра, на другую — образец письма. В дальнейшем листы сшивались таким образом, чтобы на одних разворотах были только миниатюры, а на других — только каллиграфия. При этом составитель стремился к зеркальной симметрии — миниатюры подбирались близкие по размеру и сюжету, а образцы каллиграфии — выполненные одним почерком. Оформление рамок и полей было идентичным на развороте, а изображение людей, животных, птиц располагалось так, чтобы они были обращены друг к другу. Альбомы либо сшивались переплетом (XVI—XVII века), либо склеивались в виде гармошки (XVIII и особенно XIX век). Специалисты считают, что ни один муракка не дошел до наших дней в своем первоначальном виде: новые владельцы меняли его состав по своему вкусу, включая произведения своих любимых художников, часто из разных стран. К таким альбомам делали расписные обложки или крышки из папье-маше, расписанные лаковой живописью.
Целых альбомов-муракка сохранилось очень немного в силу того, что в XIX—XX веках большинство из них оказалось размонтировано дельцами, так как на антикварном рынке было выгоднее продавать листы по отдельности. Муракка, сохранившиеся целиком, как правило, имеют новое конкретное название: «Альбом Кеворкяна» (Нью-Йорк, музей Метрополитен), «Альбом Половцева» (или «Ленинградский альбом», Санкт-Петербург, РНБ), «Альбом Завоевателя» (Стамбул, Топкапы) и т. д.